# Friedrich Harms (Physiker)
Karl Christian Friedrich „Fritz“ Harms (* 7. Mai 1876 in Wolfenbüttel; † 27. August 1946 in Würzburg) war ein deutscher Physiker.
Sein Doktorvater war Walther Nernst an der Universität Göttingen. Im Jahr 1907 beschrieb Harms das später als Goubau-Leitung bekannt gewordene Prinzip zur Übertragung hochfrequenter Signale auf einer Eindrahtleitung. Im Ersten Weltkrieg wurde er ao. Professor an der Universität Würzburg, wo er 1928 als Nachfolger von Ernst Wagner (1876–1928) Ordinarius für Experimentalphysik und Vorstand des Physikalischen Instituts der Universität wurde.
Ab 1924 war Friedrich Harms Mitherausgeber der Physikalischen Zeitschrift. Zusammen mit Wilhelm Wien gab er das Handbuch der Experimentalphysik heraus.

## Schriften
- Ueber die Verwendung des Calorimeters zu Messungen mit schnellen elektrischen Schwingungen. Dissertation Universität Göttingen, 1901 (auszugsweise publiziert in Ann. Phys. 5, 1901, S. 565–596).
- Studien über die elektrischen Erscheinungen bei der Phosphoroxydation. Habilitation Universität Würzburg, 1904.
- Elektromagnetische Wellen an einem Draht mit isolierender zylindrischer Hülle. Ann. Phys. 23, 1907, S. 44–60.